# Давидов Сергій Павлович
Сергій Павлович Давидов (рос. Сергей Павлович Давыдов; 20 квітня 1957, Усть-Каменогорськ, Казахська РСР, СРСР — 8 жовтня 2017, Хрещатик, Україна) — радянський хокеїст, нападник.

## Спортивна кар'єра
Вихованець усть-каменогорської хокейної школи. На юнацькому чемпіонаті РРСФР 1974 був визнаний найкращим нападником. Срібний призер молодіжного чемпіонаті СРСР 1976 року. Три сезони був гравцем місцевої команди «Торпедо», яка виступала в першій лізі.
Разом з Костянтином Гавриловим отримав запрошення продовжити ігрову кар'єру в «Соколі». В першому сезоні київський клуб здобув путівку до ліги найсильніших, а Сергій Давидов став найрезультативнішим гравцем команди — 34 закинуті шайби. У вищій лізі виступав протягом десяти сезонів. Протягом усього часу був основним гравцем київського клубу. Вніс вагомий внесок у здобуття бронзових медалей чемпіонату 1984/85. Майстер спорту СРСР. Перший з гравців «Сокола» забив 100 голів у матчах вищої ліги. Найрезультативніший хокеїст київської команди в чемпіонатах СРСР — 172 закинуті шайби. Всього у вищій лізі провів 403 матчі, закинув 138 шайб, зробив 103 результативні передачі.
Запрошувався до складу другої збірної Радянського Союзу. В сезоні 1987/88 передавав свій досвід молодим гравцям іншої київської команди — ШВСМ (28 матчів, 11 закинутих шайб).
Після завершення спортивної кар'єри працював у рибацтві на Канівському водосховищі в селі Хрещатик на Черкащині, де й помер 8 жовтня 2017 на 61-му році життя та похований.

## Статистика
| Сезон               | Команда             | Ліга                | І   | Г   | П   | 0   | Штр |
| ------------------- | ------------------- | ------------------- | --- | --- | --- | --- | --- |
| 1974/75             | «Торпедо» (У-К)     | перша               | 26  | 8   | 1   | 9   | 4   |
| 1975/76             | «Торпедо» (У-К)     | перша               | 35  | 9   | 2   | 11  | 12  |
| 1976/77             | «Торпедо» (У-К)     | перша               | 35  | 9   | 9   | 18  | 12  |
| 1977/78             | «Сокіл» (Київ)      | перша               | 48  | 34  | 15  | 49  | 24  |
| 1978/79             | «Сокіл» (Київ)      | вища                | 43  | 15  | 10  | 25  | 10  |
| 1979/80             | «Сокіл» (Київ)      | вища                | 43  | 21  | 10  | 31  | 8   |
| 1980/81             | «Сокіл» (Київ)      | вища                | 48  | 16  | 17  | 33  | 14  |
| 1981/82             | «Сокіл» (Київ)      | вища                | 51  | 15  | 15  | 30  | 16  |
| 1982/83             | «Сокіл» (Київ)      | вища                | 43  | 18  | 10  | 28  | 4   |
| 1983/84             | «Сокіл» (Київ)      | вища                | 43  | 7   | 11  | 18  | 8   |
| 1984/85             | «Сокіл» (Київ)      | вища                | 40  | 14  | 9   | 23  | 6   |
| 1985/86             | «Сокіл» (Київ)      | вища                | 39  | 19  | 9   | 28  | 8   |
| 1986/87             | «Сокіл» (Київ)      | вища                | 38  | 12  | 3   | 15  | 12  |
| 1987/88             | «Сокіл» (Київ)      | вища                | 15  | 1   | 1   | 2   | 4   |
| 1987/88             | ШВСМ (Київ)         | друга               | 28  | 11  | 8   | 19  |     |
| Усього у вищій лізі | Усього у вищій лізі | Усього у вищій лізі | 403 | 138 | 103 | 241 | 90  |